# Angela Greene
Angela Katherine Greene (Dublin, 24 februari 1921 – Los Angeles, 9 februari 1978) was een Iers actrice. Geboren als Angela Catherine Williams, was zij de enige dochter van Margaret en Joseph Williams. Op zesjarige leeftijd werd zij geadopteerd door haar oom Eddie Greene, broer van haar moeder, en verhuisde naar Flushing.
Greene was bekend van Night of the Blood Beast (1958), Futureworld (1976) en At War with the Army (1950).
Greene had een tijdje verkering met marine-officier John F. Kennedy, waarna zij trouwde met Stuart Warren Martin op 7 december 1946. Het huwelijk werd ontbonden in 1975.
Angela G. Martin stierf aan een beroerte, twee weken voor zij 57 zou worden.